# Annie Hans
Annie Hans (vor 1894 – nach 1902) war eine deutsche Opernsängerin (Sopran).

## Leben
Hans begann ihre Laufbahn 1894 in Straßburg, wirkte 1896 bis 1898 in Essen, 1899 in Stettin und dann am Hoftheater Hannover, wo sie als erste Opernsoubrette erfolgreich wirkte. Ihr Lebensweg nach 1902 ist unbekannt.
Sie vertrat das höhere Soubrettenfach. Ihre jugendliche Erscheinung wirkte sympathisch wie ihr flottes, fesches Spiel und ihr liebenswürdiger, angenehmer Gesang. Sie war eine temperamentvolle Darstellerin, der man gerne zuhörte. Ihre Partien wie „Nedda“, „Rautendelein“, „Papagena“, „Adele“ in der Fledermaus waren wirkungsvolle Leistungen.